# Serjão
Serjão (bürgerlich Sérgio Ricardo de Jesus Vertello, * 19. September 1975 in São Paulo) ist ein ehemaliger brasilianischer Fußballspieler.
Serjão wechselte zur Saison 2004/05 vom Ituano FC zum MSV Duisburg, der ihn für ein Jahr auslieh. Sein Debüt für die Zebras gab er erst am 28. Spieltag, als er beim 4:0-Heimsieg gegen den FC Rot-Weiß Erfurt in der 79. Spielminute für Andreas Voss eingewechselt wurde. Zu seinem zweiten und letzten Einsatz für den MSV kam er am letzten Spieltag als der Aufstieg in die 1. Bundesliga schon fest stand, bei der 0:4-Niederlage beim Mitaufsteiger 1. FC Köln spielte er durch. Da er seinen Durchbruch nicht schaffte, kehrte er zum Ituano FC zurück.